# Бановина Хрватска
Бановина Хрватска је била територијална јединица унутар Краљевине Југославије од 1939. до 1941. године.

## Стварање бановине
Доласком Драгише Цветковића на чело владе отворени су преговори за споразум са Хрватима. Драгиша Цветковић је био мало познат и безутицајан члан Стојадиновићеве владе, радикал из Ниша. Требало је да извршава налоге које му је давао кнез Павле који га је и поставио на то место. Пре доласка на чело владе, обављао је функције градоначелника Ниша, министра социјалне политике и народног здравља и заменика министра правде. У декларацији Цветковићеве владе решење хрватског питања означено је као специјална мисија. Преговоре са Хрватима он је тражио још као министар Стојадиновићеве владе, чиме је од 1938. године подривао Стојадиновићев режим. Такви ставови добро су прихваћени у вођству ХСС-а. Преговарач Цветковића са друге стране био је сам Влатко Мачек. Истовремено, Мачек преговара и са Фашистичком Италијом. Он тражи новчану помоћ како би у Хрватској дигао оружани устанак којим би се ослободио јединства са Југославијом, а потом посебним уговорима приближио Италији. Процењено је да став 116. Октроисаног устава из 1931. године даје довољно могућности да промена не доведе до ревизије Устава (у ванредним околностима краљ може поступати мимо законских одредби Устава). Цветковић је најбољим уређењем сматрао оно којим би Југославија била подељена на три области. Словеначка област остала би у границама Дравске бановине. Надао се да ће Мачек прихватити хрватску област коју би чиниле Савска и Приморска бановина, са Дубровником. Остале бановине ушле би у састав српске области.
Након првог сусрета (4. април 1939) Цветковића и Мачека, председник владе је донекле променио своје мишљење. Поверовао је да ће Мачек постати унитариста прихватајући његов предлог и одржање династије и државе. Оглушио се о упозорења правних стручњака да су то илузије. Цветковићев нацрт Југославије приближавао је државу конфедерацији и хрватском циљу – одређивању посебне територије на којој би надлежности аутономне владе биле знатне. Средином априла 1939. године дошло је до другог сусрета на коме су обе стране иступиле са конкретним предлозима. Цветковић предлаже стапање Савске и приморске бановине у једну јединицу. Био је спреман да преда и Дубровник. Мачек је поред свега тога тражио да коначан обим бановине буде одређен путем плебисцита у преосталим деловима Босне и Херцеговине, Далмације, Срема и Војводине. На трећем сусрету Цветковић је одредио срезове у којима се има спровести плебисцит, а хрватска страна учинила је уступак тиме што се одрекла плебисцита у Војводини. Спор је решен 22. априла 1939. године тако што су обе стране пристале на опсег хрватске бановине настале спајањем Савске и Приморске бановине са котаром Дубровник, с тим да су оставиле поменуте срезове спорним (приступ ће бити одређен након спроведеног плебисцита). Обе стране одустале су од својих максималних захтева. Споразум од 27. априла Намесништво није хтело да прихвати. Оно се слагало са плебисцитом у Босни и Херцеговини и Срему, али је одбијало плебисцит у Војводини и Боки которској. Такође, желели су спровести плебисцит у општинама Савске и Приморске бановине у којима су Срби у већини. Против територијалних уступака Мачеку у Босни и Херцеговини иступао је и Мехмед Спахо, а сличну резерву изражавао је и Антон Корошец.
Преговори Цветковић-Мачек даље су се кретали у смеру оснивања четврте области која не би била етнички чиста, већ би је чинили Срби, Хрвати и Словенци. Хрватска страна временом одустаје од плебисцита и своју активност усмерава ка добијању хрватских општина у појединим градовима Војводине и Босне. Различита мишљења била су и око назива будуће јединице: српска страна заговарала је назив „Хрватска бановина“, а хрватска „Бановина Хрватска“. Услед тешких спољнополитичких околности, Павле Карађорђевић је одлучио да попушта.
Српске опозиционе странке биле су сасвим искључене из преговора Цветковић-Мачек. Цветковић је одбацио Мачеков предлог да преговара у име српске опозиције, а Сељачко-демократска коалиција одбацивала је споразум у Фаркашићу. Протести, опомене и упозорења била су једина средства којима су српске опозиционе странке могле да се истакну у овим преговорима.
Коначан споразум склопљен је 26. августа 1939. године. Споразум је остао непотврђен у Скупштини која је распуштена истог дана. Територијални опсег Бановине Хрватске чиниле су Савска и Приморска бановина, као и срезови Дервента, Градачац, Травник, Фојница, Брчко, Дубровник, Шид, Илок. Споразумом нису утврђене коначне границе, те је и другим срезовима остављена могућност да уђу у састав бановине. Осетљиво питање финансијске самосталности Бановине Хрватске остало је нерешено. Законодавну власт вршио је краљ и Хрватски сабор. Управну власт вршио је краљ преко бана кога је сам именовао и разрешавао, а који је за своје поступке одговарао краљу и Сабору. Суд је судио у краљево име. Споразумом између Драгише Цветковића и Влатка Мачека отпочела је са радом друга Цветковићева влада позната под називом „Влада народног споразума“ и „Влада Цветковић-Мачек“ (26. август 1939. – 27. март 1941). Влатко Мачек обављао је функцију потпредседника владе. Стварање Бановине Хрватске представљало је само први корак у будућем преуређењу Југославије. Била је то федерална јединица у заметку. Државни централизам је стварањем бановине напуштен. Такође, напуштена је и идеја о народном јединству. Преуређење државе отварало је и тзв. „српско питање“. Српске политичке странке заузеле су различите ставове по питању споразума. Удружена опозиција се распада. Демократска странка постала је један од најдоследнијих критичара споразума, скрећући са идеје споразумевања са Хрватима. Још једном, Демократска странка променила је своју идеологију. Против споразума била је и Народна радикална странка. Савез земљорадника прихватио је споразум Цветковић-Мачек и означио га „великим делом“.

## Границе бановине
Владимир Ћоровић пише: „Разграничење бановине Хрватске извођено је не на основу једног начела, него на основу свих који су Хрватима могли бити од користи. Основа је имала бити етничка. Хрвати су ван Приморске и Савске бановине тражили за себе сваки срез, где су они били у већини, али у тим бановинама нису давали ни једног среза где су већину имали Срби. Тако се догодило, да је 847.000 Срба остало у границама Хрватске, а свега 421.000 Хрвата у целој осталој држави, кад се сви католици урачунају у Хрвате. Кад је требало бранити те српске срезове онда су се позивали на своје историјске границе и узели су у помоћ тај принцип. Међутим, тај принцип енергично одбијају кад је у питању Дубровник, који није никад улазио у састав њихове историјске државе и који је по својој традицији сав „словински“, а по својој прошлости у сталној гравитацији према српском подручју. Кад су Хрвати тражили и добили срезове Шид и Илок, који су у већини српски, а по историјском праву небрањиви, они су напустили и етничко и историјско начело, па су захтевали та места као свој животни простор. Таква недоследност и неправичност изазвала је с правом протесте, који су се појачавали тим више, што је у новим областима уведен отворен антисрпски режим. Побијени су и прогоњени многи људи, разбијене или онемогућене њихове установе, створено расположење за њихово потискивање и уклањање. С хрватске се стране и наглашавало, да је то граница националног поседа и националне државе. И што је још горе, с најодговорније њихове стране подвлачило се, да је ово само етапа и да они имају нових претензија. Стављају у покрет акцију, да добију Барању и северну Бачку, а свим средствима доказују да су босански муслимани само Хрвати и да бановина Хрватска има права на нове срезове у Босни. То све ствара мучну атмосферу.“
Сарајевски надбискуп Шарић је у фебруару 1940. изјављивао да би Хрватској требали припасти котареви са хрватском већином, "особито Високо, Зеница и Жепче", али и да се исправе разграничења у крајевима "који геополитички припадају Хрватској и који су као клин задрли у Хрватску". Епископ Нектарије Круљ је на то одговорио, зашто онда не би 19 срезова са српском већином у Хрватској припали "Српској бановини".
Министар Џафер Куленовић је у новембру 1939. изјавио да би Босна и Херцеговина требала бити "четврта бановина", на шта су српска друштва из Сарајева и Бања Луке реаговала противљењем.
Чим је успостављена Бановина Хрватска, званични органи власти су почели да малтретирају, деградирају, пензионишу и истерују припаднике српске националности и из државне службе и из свих просветних, културних, патриотских и националних организација. Из мостарске гимназије су истерани сви професори српске националности, као и муслимани који су се декларисали као Срби, изузимајући тројицу. Најистакнутији политички и јавни радници српске националности су тајно и убијани. Др Драгослав Страњаковић истиче да је од августа 1939. до априла 1941. године на тај начин убијено око 800 Срба.

## Бановина пред Априлски рат
Хрватско-амерички економиста и војни историчар Јозо Томашевић тврди да су захваљујући посебном положају Бановине створени основи целокупне државне инфраструктуре НДХ, а што закључује из следећих података:
1. законодавна делатност је потпуно самостална;
2. бановински закон не узмиче пред државним;
3. потпуно аутономно правосуђе, од првостепених до апелационих и касационог суда;
4. над бановинским судовима нема више инстанце ван Бановине, ниједан писани чин краљевске власти из надлежности Бановине није пуноважан, нити се може извршити, ако га бан није премапотписао;
5. бан директно општи са краљем;
6. бановина има у административном и законодавном погледу надлежност над свим приходима на њеној територији (пуна финансијска самосталност);
7. стварање наоружаних одреда мачековаца (Грађанска и Сеоска заштита), који су били основ касније усташке жандармерије, итд.[6]